# Johannes Hunyadi
Johannes Hunyadi (Hongaars: Hunyadi János) (Transsylvanië, ca. 1407 – Belgrado, 11 augustus 1456) was een Hongaars veldheer en staatsman.
Hunyadi was de zoon van Vajk en Elisabeth Morsinai. Vajk was een Wallachijse heer die in 1409 door Sigismund van Luxemburg in de Hongaarse adelstand werd geheven en begiftigd werd met het comitaat Hunyad in Transsylvanië.  Johannes dankt zijn familienaam aan het district dat zijn vader van Sigismund ten geschenke kreeg.
In zijn jonge jaren onderscheidde Johannes Hunyadi zich als ridder van Sigismund en zijn opvolger koning Albrecht van Habsburg zo zeer in de strijd tegen de Turken dat hij zeer veel landgoed en titels verwierf.  Toen koning Albrecht in het jaar 1439 overleed, waren de Hongaarse magnaten verdeeld over wie Albrecht zou opvolgen: Albrechts zoon Ladislaus Posthumus of de Poolse koning Władysław III. Johannes steunde de kandidatuur van de Poolse koning terwijl zijn aartsrivaal Ulrich van Cilli de kant van Ladislaus Posthumus koos.  Uiteindelijk werd de Poolse koning Władysław in 1440 koning van Hongarije en Johannes sloeg de daaropvolgende opstand van de Ladislaus Posthumus gezinde edelen neer.  Władysław stelde Johannes in 1441 aan als stadhouder van Zevenburgen en opperbevelhebber over de zuidelijke verdedigingslinie.  Johannes deelde deze functies met zijn collega Nikolaas Ujlaki.
In de volgende jaren leidde Johannes Hunyadi een reeks succesvolle campagnes tegen de Ottomanen waardoor zijn naam in Europa meer en meer bekendheid kreeg.  In 1444 leidde hij samen met koning Władysław ten slotte een kruistocht tegen het Ottomanen met de bedoeling om Europa van de Ottomaanse aanwezigheid te bevrijden.  Verschillende Europese landen en de paus beloofden steun aan de campagne maar door het uitblijven van de beloofde hulp stond het Hongaars-Poolse leger ten slotte alleen tegenover het gigantische Ottomaanse leger in Varna. Tijdens de slag bij Varna sneuvelde koning Władysław. Johannes overleefde de slag.

Wapen van Johannes Hunyadi

Na de dood van koning Władysław vroegen de Hongaarse magnaten Frederik van Habsburg, de voogd van Ladislaus Posthumus en toekomstig keizer van het Heilige Roomse Rijk, om Ladislaus naar Hongarije te laten komen om koning te worden. Frederik wilde wel dat Ladislaus koning van Hongarije werd, maar hij wilde Ladislaus niet naar Hongarije laten gaan. Uiteindelijk stelden de Hongaarse magnaten in 1446 Johannes aan als regent van Hongarije.  Johannes Hunyadi bleef regent tot in het jaar 1452, toen Ladislaus Posthumus eindelijk koning van Hongarije werd.  Ondertussen had Johannes strijd moeten leveren tegen de Ottomanen, tegen George Brankovich, de despoot van Servië, die officieel vazal van de Hongaarse koning was, tegen Jan Giskra, een hussitische krijgsheer die Opper-Hongarije (tegenwoordig Slowakije) bezet had en tegen zijn rivaal Ulrich van Cilli die probeerde zijn macht in Hongarije uit te breiden.  Toen Ladislaus naar Hongarije kwam, werd Johannes opperbevelhebber van het Hongaarse leger.
Na de Val van Constantinopel in 1453, door velen opgevat als het einde van de middeleeuwen, probeerden de Ottomanen verder op te rukken in Europa.  De Ottomanen besloten om Hongarije binnen te vallen.  Er werd een nieuwe kruistocht georganiseerd die het Ottomaanse leger moest tegenhouden.  In de Slag bij Belgrado, 1456, voerde Johannes Hunyadi het kruisleger aan tot een grandioze overwinning die ervoor zorgde dat de Ottomanen Hongarije decennialang niet meer binnenvielen.
Zeer kort na zijn overwinning stierf Johannes Hunyadi aan de pest die in het legerkamp uitgebroken was.  Johannes' oudste zoon Ladislaus Hunyadi zou hem opvolgen als opperbevelhebber van Hongarije, maar daar stak zijn rivaal Ulrich van Cilli een stokje voor.  Uiteindelijk vermoordde Ladislaus Hunyadi Ulrich van Cilli in 1456 en werd hij vervolgens in het jaar 1457 zelf terechtgesteld door koning Ladislaus Posthumus.  Na de dood van Ladislaus Posthumus werd Johannes' tweede zoon Matthias door de Hongaren, die de buitenlandse vorsten beu waren, tot koning van Hongarije verkozen.